# Dicée concolore
Dicaeum concolor
Espèce
Répartition géographique
Statut de conservation UICN

 LC  : Préoccupation mineure
Le Dicée concolore (Dicaeum concolor) est une espèce de passereau placée dans la famille des Dicaeidae.

## Description
C'est un très petit oiseau trapu de 9 cm de longueur, avec une queue courte, un bec court, épais et recourbé et à la langue tubulaire. Comme son nom l'indique, cette espèce n'a pas le plumage de couleur vive typique des Dicées mâles. Il a le dos brun et le ventre blanc grisâtre. Certaines sous-espèces comme D. c. olivaceum ont les parties du dos plus vertes et D. c. virescens est encore plus caractéristique, avec un dos vert, une poitrine vert pâle et un ventre jaune.

## Alimentation
Sa langue tubulaire montre l'importance de nectar dans son régime alimentaire, bien qu'il se nourrisse également de baies, d'araignées et d'insectes.

## Reproduction
La femelle pond deux ou trois œufs dans un nid suspendu comme un sac à un arbre ou un buisson.

## Répartition
On le trouve dans les régions tropicales d'Asie du Sud, de l'Inde jusqu'en Indonésie.

## Habitat
Il vit à l'orée des bois, dans les champs et les arbres isolés, souvent dans des régions montagneuses.

## Sous-espèces
Selon Peterson
- Dicaeum concolor borneanum Lonnberg 1925
- Dicaeum concolor concolor Jerdon 1840
- Dicaeum concolor olivaceum Walden 1875
- Dicaeum concolor sollicitans Hartert 1901
- Dicaeum concolor uchidai Kuroda 1920